# Modulo di continuità
In matematica, il modulo di continuità è uno strumento per misurare il comportamento di una funzione. È un modo per descrivere quantitativamente la dipendenza di {\displaystyle \delta } da {\displaystyle \epsilon } nella definizione di uniforme continuità.

## Storia
La definizione è stata introdotta da Henri Lebesgue nel 1910 in riferimento all'oscillazione di una trasformata di Fourier, ma il concetto era conosciuto già da tempo. De la Vallée Poussin nel 1919 nominava come termine alternativo "modulo di oscillazione", ma concludeva "ma continueremo a usare "modulo di continuità" per sottolineare l'uso che vogliamo farne".

## Definizione
Siano {\displaystyle f\colon \Omega \rightarrow \mathbb {R} } una funzione di dominio {\displaystyle \Omega \subset \mathbb {R} } aperto a valori in {\displaystyle \mathbb {R} }, {\displaystyle x_{0}} un punto di {\displaystyle \Omega } e {\displaystyle \delta } un numero reale positivo. Si definisce modulo di continuità locale di {\displaystyle f} in {\displaystyle x_{0}} una funzione {\displaystyle \omega _{x_{0}}\colon \mathbb {R^{+}} \rightarrow \mathbb {R^{+}} } tale che
{\displaystyle |f(x_{0})-f(x)|\leq \omega _{x_{0}}(\delta ),\qquad \forall x\in \Omega {\text{ tale che }}|x_{0}-x|\leq \delta .}
È invece detto modulo di continuità globale una funzione {\displaystyle \omega \colon \mathbb {R^{+}} \rightarrow \mathbb {R^{+}} } tale che 
{\displaystyle |f(x_{0})-f(x)|\leq \omega (\delta ),\qquad \forall x,x_{0}\in \Omega {\text{ tali che }}|x-x_{0}|\leq \delta .}
La definizione si può facilmente estendere a funzioni tra spazi normati sostituendo al modulo la norma dello spazio selezionato. Il modulo di continuità misura l'uniforme continuità della funzione {\displaystyle f}.

## Proprietà
Si dimostra che {\displaystyle f} è continua in {\displaystyle x_{0}} se e solo se essa ammette un modulo di continuità locale {\displaystyle \omega _{x_{0}}} tale che {\displaystyle \lim _{\delta \rightarrow 0}\omega _{x_{0}}(\delta )=0}. 

Analogamente, si dimostra che una funzione  {\displaystyle f} è uniformemente continua se e solo se ammette un modulo di continuità globale {\displaystyle \omega _{f}} tale che {\displaystyle \lim _{\delta \rightarrow 0}\omega _{f}(\delta )=0} 

Un insieme di funzioni continue {\displaystyle A} è equicontinuo se e solo se le funzioni ammettono un modulo di continuità comune.

## Esempi
La connessione tra regolarità in termini di funzione liscia e modulo di continuità per funzioni definita sull'intera retta reale è molto delicata. Basti ad esempio la considerazione che, se {\displaystyle f=\sin(x^{2})}, {\displaystyle \omega _{f}(\delta )=2} per ogni {\displaystyle \delta }, anche se {\displaystyle \sin(x^{2})} è infinitamente differenziabile. La discussione si fa più particolareggiata se il dominio è un intervallo chiuso (più in generale uno spazio compatto).
Per una funzione derivabile su un intervallo, con derivata limitata, il modulo di continuità ha crescita sub-lineare, cioè soddisfa:
{\displaystyle \omega _{f}(\delta )\leq C\delta }
per una costante {\displaystyle C} che risulta dipendente dal valore assoluto della sua derivata.
Le funzioni hölderiane corrispondono a precisi moduli di continuità. {\displaystyle f} appartiene alla classe {\displaystyle C^{0,\alpha }} se e solo se:
{\displaystyle \omega _{f}(\delta )\leq C\delta ^{\alpha }}
per qualche costante {\displaystyle C}.
Ribaltando il punto di vista, affinché una funzione {\displaystyle \omega } definita sui reali positivi sia il modulo di continuità di una qualche funzione continua, è condizione necessaria e sufficiente che essa sia non decrescente, continua, subadditiva e che {\displaystyle \omega (0)=0}.

## Moduli di continuità di ordine superiore
Dalla considerazione che:
{\displaystyle \omega _{f}(\delta )=\omega (f,\delta )=\sup \limits _{x;|h|<\delta ;}\left|\Delta _{h}(f,x)\right|}
dove {\displaystyle \Delta _{h}(f,x)} è la differenza finita di prim'ordine di {\displaystyle f} in {\displaystyle x}, sostituendo tale differenza con una di ordine superiore otteniamo un modulo di continuità di ordine {\displaystyle n}:
{\displaystyle \omega _{n}(f,\delta )=\sup \limits _{x;|h|<\delta }\left|\Delta _{h}^{n}(f,x)\right|.}